# Palazzo Capponi Stampa
Palazzo Capponi Stampa, noto anche come Palazzo Orsini Capponi Stampa Pediconi, è un palazzo situato all'angolo tra Via dei Banchi Nuovi e Via degli Orsini, affacciandosi su Piazza dell'Orologio nel rione Ponte di Roma.

## Storia

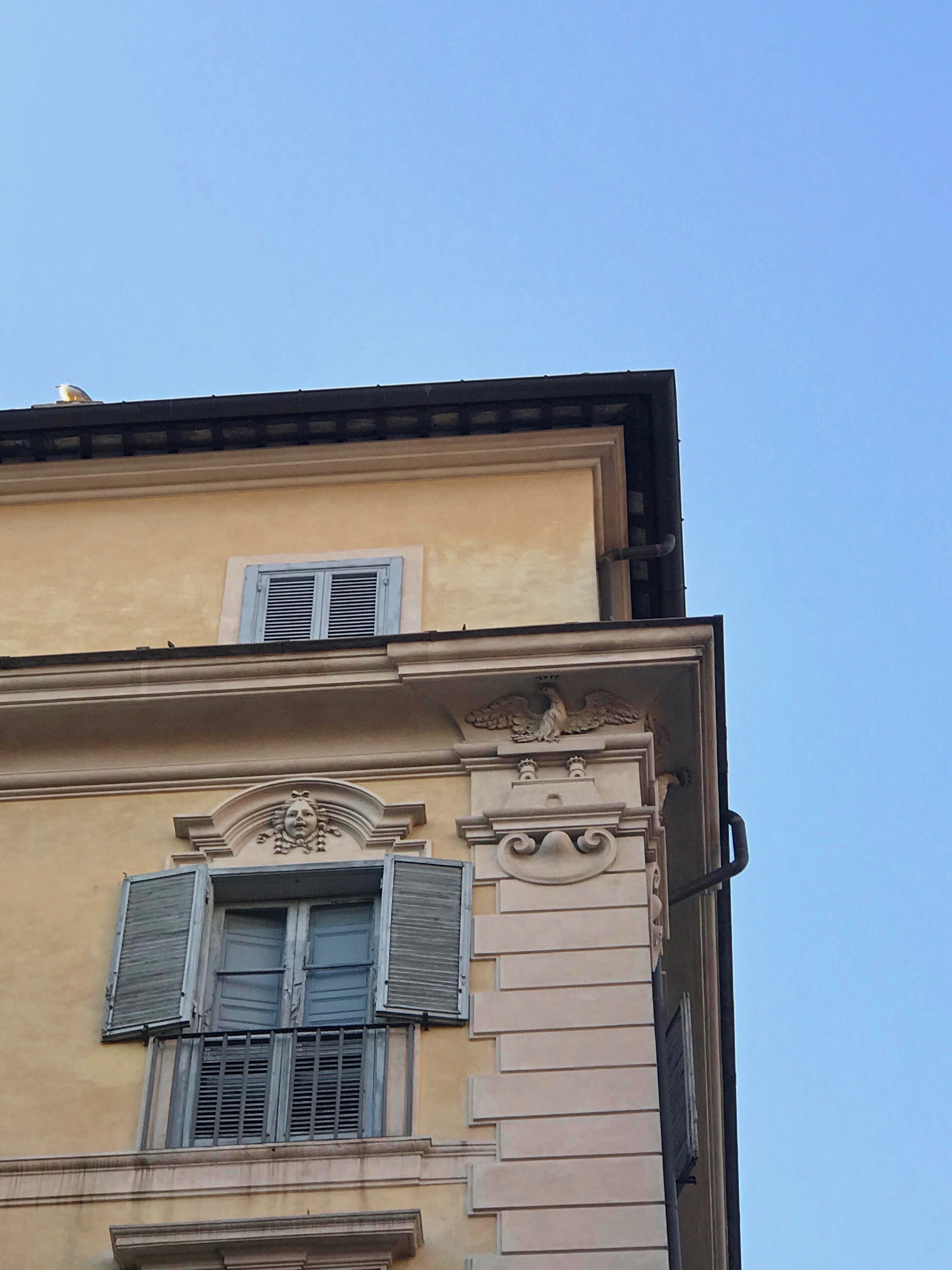
Dettaglio delle stuccature e dello stemma della famiglia Stampa.

Via degli Orsini prende il nome dalla nobile ed antica famiglia romana degli Orsini che qui ebbero numerose proprietà, come il vicino palazzo Orsini Taverna o l'edificio che prospetta su questa via, palazzo Capponi Stampa, costruito ai primi del Seicento per Cosimo Orsini.
Il palazzo nel 1672 fu venduto a monsignor Capponi, vescovo di Mileto, che poi lo lasciò alla sua famiglia di origine fiorentina ed ascritta alla nobiltà romana. Nel Settecento il palazzo divenne proprietà della famiglia Stampa e subito vi si trasferì Carlo Gaetano, appena diventato Governatore di alcune città Pontificie e futuro Arcivescovo di Milano. Fu per sua volontà che l'edificio venne restaurato ed arricchito sulla facciata con i fregi alle finestre tuttora ben visibili. Negli anni a seguire non solo fu sede della famiglia a Roma, ma anche di alti ufficiali dello Stato Pontificio come il Monsig. Viviano Orfini, Prefetto dell'Annona nel 1820. In seguito l'edificio fu venduto ai Pediconi, possidenti romani, i quali lo cedettero ai Cavalletti, marchesi di Oliveto Sabino, che tuttora vi risiedono. 
Degno di nota, il 2 marzo del 1876, al terzo piano nasce Eugenio Maria Giuseppe Giovanni Pacelli, futuro Papa Pio XII. Infatti il padre l'avvocato Filippo Pacelli era in affitto con sua moglie Virginia Graziosi.
L'edificio è a tre piani originari, con sopraelevazione ottocentesca. La facciata principale, quella su via degli Orsini, è segnata da cornici marcapiano sottostanti le finestre con timpano triangolare, ornati da conchiglie, al primo, con capitelli al secondo e con teste femminili al terzo. Al pianterreno aprono due portali gemelli, sovrastati da teste di fauni, originariamente destinati all'entrata delle carrozze l'uno ed all'uscita l'altro. Entrambi infatti immettono in un ampio cortile, sul muro del quale, a fronte dell'ingresso, è situata una bella ed elegante fontana settecentesca a parete, costituita da una grande edicola ad arco, sormontata da un timpano spezzato, al centro del quale è raffigurata un'aquila, emblema araldico della famiglia Stampa, circoscritta da una corona di quercia.

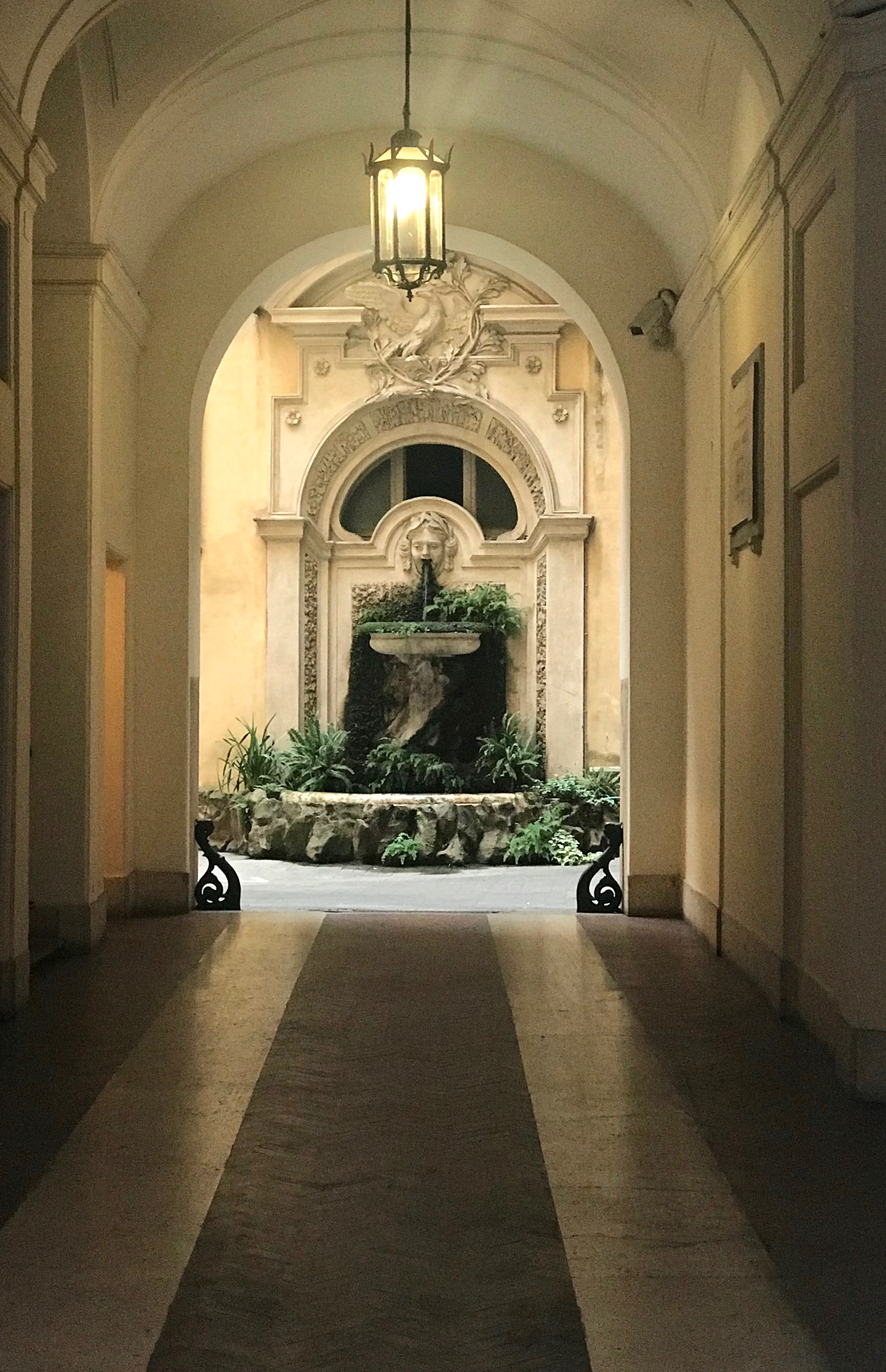
Dettaglio dell'entrata principale e della fontana.

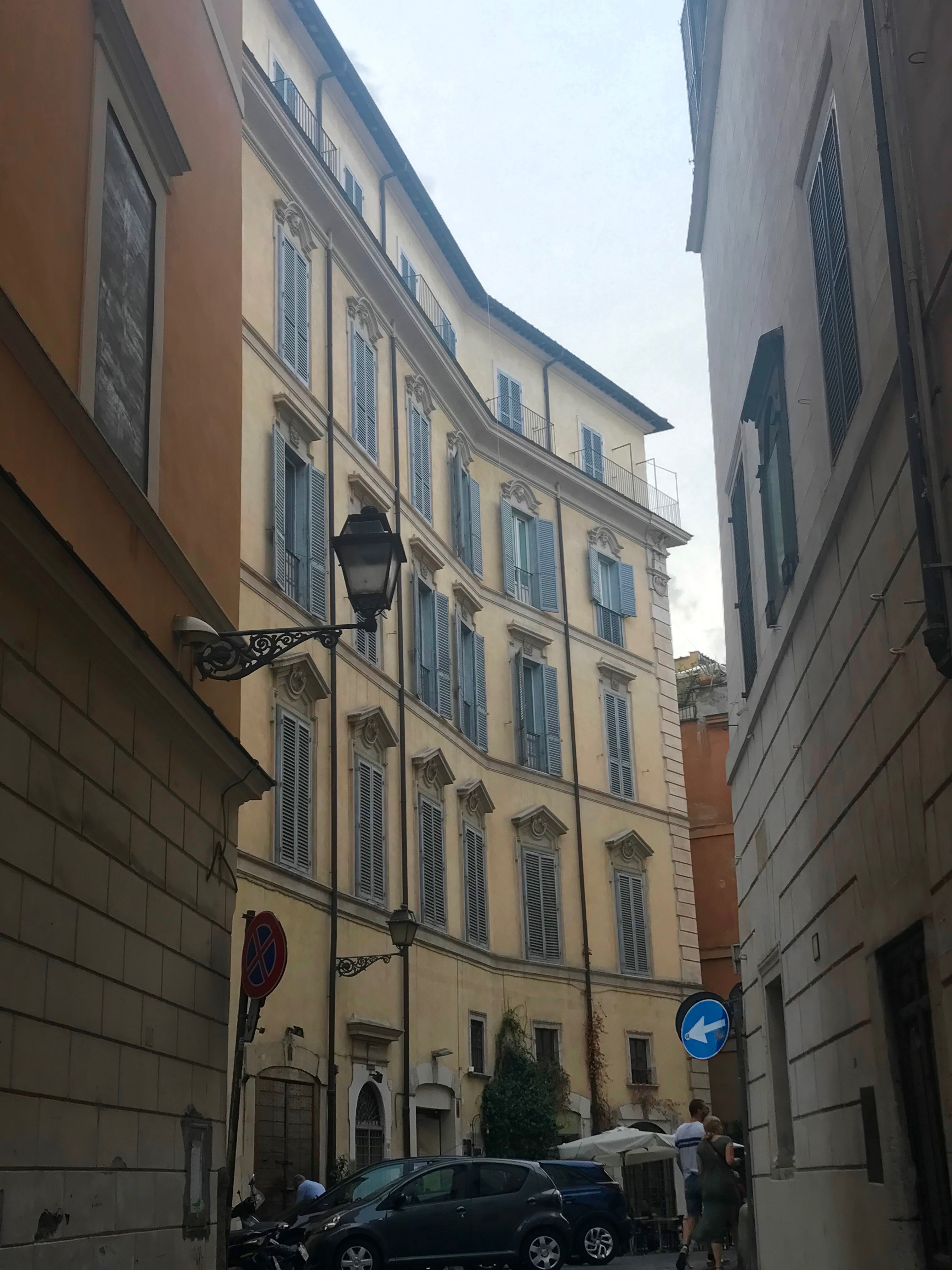
Lato posteriore, affaccio su Via di Monte Giordano.